# Giải bóng đá chuyên nghiệp Bolivia
Giải bóng đá chuyên nghiệp Bolivia, División de Fútbol Profesional, còn gọi là Liga de Fútbol Profesional Boliviano (phát âm tiếng Tây Ban Nha: [ˈliɣa ðe ˈfutβol pɾofesjoˈnal βoliˈβjano]; tiếng Anh: Bolivian Professional Football League) cho đến năm 2017, là giải đấu bóng đá chuyên nghiệp hàng đầu tại Bolivia.
Kể từ năm 1950, tổng cộng 16 câu lạc bộ đã lên ngôi vô địch của hệ thống giải bóng đá Bolivia. Bolívar là câu lạc bộ thành công nhất với 29 danh hiệu cho đến nay. Đội vô địch hiện tại là Jorge Wilstermann, đội vô địch cúp Torneo Clausura 2019.

## Lịch sử
Các giải đấu bóng đá ở Bolivia đã bắt đầu vào năm 1914 với việc thành lập các hiệp hội khu vực và các cuộc thi tương ứng của những đội đó. "Hiệp hội bóng đá La Paz" (Asociación de Fútbol de La Paz - AFLP) là tổ chức đầu tiên với 29 mùa giải được tổ chức từ năm 1914 đến 1949. AFLP đã được coi là giải đấu bóng đá hàng đầu trong nhiều năm. Vào năm 1950, cơ quan này đã sửa đổi các đạo luật cho phép chuyên nghiệp hóa môn thể thao này ở Bolivia, do đó, "Torneo Profesional" đã được thành lập.
Từ năm 1950 đến 1959, chỉ có các câu lạc bộ từ La Paz, Oruro (từ năm 1954) và Cochabamba (1955) tham gia giải đấu vì bóng đá lúc này vẫn còn đang lạc hậu ở các khu vực còn lại.
Vào cuối năm 1960, Liên đoàn bóng đá Bolivia đã tổ chức một giải vô địch quốc gia, với mục đích xác định ra nhà vô địch đại diện cho Bolivia thi đấu Copa Libertadores, giải đấu danh giá nhất Nam Mỹ. Giải đấu được đặt tên là "Copa Simón Bolívar", chỉ các nhà vô địch và á quân của các hiệp hội khu vực mới có thể tham gia giải đấu này.
Sự sụp đổ của đội tuyển quốc gia Bolivia sau vòng loại World Cup 1978 (bị đè bẹp trước Brazil 8-0 và Peru 5-0), đã khuyến khích một số câu lạc bộ tạo ra giải đấu riêng của họ, do đó 16 đội tách ra từ các hiệp hội của các khu vực để thành lập " Liga de Fútbol Profesional Boliviano "(Liên đoàn bóng đá chuyên nghiệp Bolivian - LFPB) để tổ chức giải vô địch một cách tự chủ vào năm 1977.
Sự tạo ra LFPB đã xóa bỏ sự phân biệt trong bóng đá Bolivia, tuy nhiên nó cũng dẫn đến việc tạo ra ba thực thể riêng biệt: vai trò đại diện của FBF với bóng đá quốc tế đã bị giới hạn, LFPB mới được tạo ra đã trở thành liên đoàn tổ chức giải đấu hạng nhất duy nhất và LPFA, cùng với phần còn lại của các hiệp hội khu vực, trở thành liên đoàn tổ chức các giải đấu khu vực phân chia thứ hai (và thấp hơn). Đó là lần đầu tiên và, cho đến khi thành lập giải bóng rổ quốc gia chuyên nghiệp (LIBOBASQUET) vào năm 2014, giải đấu thể thao chuyên nghiệp duy nhất trong cả nước.
Năm 2017, sau khi thay đổi đạo luật trong FBF, LFPB và ANF đã được thay thế bằng "División Profesional" (hạng đấu chuyên nghiệp) và "División Aficionados" (hạng đấu nghiệp dư), cả hai đều được quản lý bởi FBF từ năm 2018 trở đi.

## Tổng quan về cách thức
Cách thức vô địch đã thay đổi qua nhiều năm. Bắt đầu từ năm 1977, giải đấu đã diễn ra với mười sáu câu lạc bộ được chia thành hai bảng, nhưng chuyển sang mười bốn câu lạc bộ trong hai bảng chơi hai lượt đấu mỗi năm bắt đầu vào giữa những năm 80, nhưng một số vấn đề kinh tế với một số đội đã dẫn đến việc cắt giảm số lượng đội tham gia xuống còn mười hai vào năm 1991. Một thay đổi khác đến vào năm 2005 khi các đội quyết định thích nghi với lịch thi đấu quốc tế của FIFA, nghĩa là mùa giải sẽ được chơi từ tháng 8 đến tháng 6 thay vì từ tháng 2 đến tháng 12, để tránh các vấn đề về việc xác định đội nào đủ điều kiện tham gia các giải đấu quốc tế. Giải đấu đã chơi một giải đấu ngắn từ tháng 2 đến tháng 6 năm 2005 và mùa giải 2005-06 chính thức bắt đầu vào tháng 8. Điều này dẫn đến một vấn đề khác - các đội ở hạng hai không quan tâm đến việc rằng sẽ không có sự xuống hạng cho đến tháng 6 năm 2006. Sau khi đàm phán, giải đấu xác định rằng việc xuống hạng của các câu lạc bộ có thứ hạng thấp nhất sẽ diễn ra sau khi giải đấu Apertura hoàn thành, biến giải đấu Bolivian thành một giải đấu kỳ lạ nơi các đội bị xuống hạng vào giữa mùa. Nhưng quyết định này đã bị đảo ngược vào tháng 11 năm 2006 và giải đấu đã quay trở lại, mùa giải năm 2007 đã bắt đầu với giải đấu Apertura vào tháng 3 năm 2007. Đối với mùa giải 2018, số lượng đội được tăng từ mười hai lên mười bốn.
Trong lịch sử, các đội từ La Paz, Cochabamba và Santa Cruz đã thống trị giải đấu. Cho đến năm 2007, chỉ có San Jose vô địch giải đấu năm 1995, nhưng kể từ đó, "ba ông lớn" của giải đấu đã phải vật lộn để giành lại vị thế, thay đó là 3 đội từ các thành phố nhỏ hơn đã thay thế trong khoảng thời gian này (Real Potosí, San José và Universitario).
Ba đội có kỷ lục chưa bao giờ bị rớt xuống hạng là: "La Simón Bolivar" (giải hạng 2) : The Strongest, Oriente Petrolero và Bolívar (mặc dù họ đã xuống hạng năm 1969 trước kỷ nguyên LPFB).
Đối với mùa giải 2008, lần đầu tiên, ba giải đấu đã được chơi thay vì hai giải đấu thông thường. Giải đấu Apertura được chơi từ tháng 3 đến tháng 7 theo hệ thống vòng tròn; giải đấu Clausura diễn ra từ tháng 8 đến tháng 10, trong đó các đội được chia thành hai bảng 6 đội, mỗi đội gồm tất cả các đội phương Tây (cộng với Universitario) và Bảng B bao gồm tất cả các đội phía đông (cộng với Wilstermann và Aurora), hai đội đứng đầu mỗi bảng tiến vào bán kết và chung kết. Giải đấu play-off mới được tổ chức bao gồm các trận đấu trên sân nhà (và cùng với luật bàn thắng sân khách được sử dụng lần đầu tiên).
Số điểm trung bình từ hai mùa giải trước quyết định sự xuống hạng, với đội cuối cùng xuống hạng trực tiếp và được thay thế bởi đội vô địch Liga Nacional B.Và với đội xếp thứ 11 sẽ chơi một trận play-off với á quân Liga Nacional B.

## Các đội hiện tại (2020)
| Đội | Thuộc thành phố | Sân vận động | Sức chứa |
| --- | --------------- | --- | -------- |
| Always Ready | El Alto         | Municipal de Villa Ingenio | 25.000   |
| Atlético Palmaflor | Quillacoche     | Municipal de Quillacollo | 5.000    |
| <a href="https://en.wikipedia.org/wiki/Club_Aurora" rel="mw:ExtLink" title="Club Aurora" class="cx-link" data-linkid="192">Aurora</a>                        | Cochabamba      | Estadio Félix Capriles | 32.000   |
| Blooming | Santa Cruz      | Ramón Tahuichi Aguilera | 38.000   |
| Bolívar | La Paz          | Hernando Siles | 42.000   |
| Guabirá | Montero         | Gilberto Parada | 13.000   |
| Jorge Wilstermann | Cochabamba      | <a href="https://en.wikipedia.org/wiki/Estadio_F%C3%A9lix_Capriles" rel="mw:ExtLink" title="Estadio Félix Capriles" class="cx-link" data-linkid="224">Estadio Félix Capriles</a> | 32.000   |
| <a href="https://en.wikipedia.org/wiki/Nacional_Potos%C3%AD" rel="mw:ExtLink" title="Nacional Potosí" class="cx-link" data-linkid="227">Nacional Potosí</a>  | Potosí          | Víctor Agustín Ugarte | 32.105   |
| <a href="https://en.wikipedia.org/wiki/Oriente_Petrolero" rel="mw:ExtLink" title="Oriente Petrolero" class="cx-link" data-linkid="234">Oriente Petrolero</a> | Santa Cruz      | Ramón Tahuichi Aguilera | 38.000   |
| <a href="https://en.wikipedia.org/wiki/Club_Real_Potos%C3%AD" rel="mw:ExtLink" title="Club Real Potosí" class="cx-link" data-linkid="241">Real Potosí</a>    | Potosí          | Víctor Agustín Ugarte | 32.105   |
| Real Santa Cruz | Santa Cruz      | Real Santa Cruz | 14.000   |
| <a href="https://en.wikipedia.org/wiki/Royal_Pari_F.C." rel="mw:ExtLink" title="Royal Pari F.C." class="cx-link" data-linkid="255">Royal Pari</a>            | Santa Cruz      | Ramón Tahuichi Aguilera | 38.000   |
| <a href="https://en.wikipedia.org/wiki/Club_San_Jos%C3%A9" rel="mw:ExtLink" title="Club San José" class="cx-link" data-linkid="262">San José</a>             | Oruro           | Jesús Bermúdez | 33.795   |
| <a href="https://en.wikipedia.org/wiki/The_Strongest" rel="mw:ExtLink" title="The Strongest" class="cx-link" data-linkid="269">The Strongest</a>             | La Paz          | Hernando Siles | 42.000   |

## Danh sách các nhà vô địch

### Torneo Interdepartamental (AFLP)
| Mùa  | Quán quân | Á quân | Vị trí thứ ba    |
| ---- | --- | --- | ---------------- |
| 1950 | Bolívar (1) | <a href="https://en.wikipedia.org/wiki/Litoral_de_Cochabamba" rel="mw:ExtLink" title="Litoral de Cochabamba" class="cx-link" data-linkid="286">Litoral</a> | Unión Maestranza |
| 1951 | <a href="https://en.wikipedia.org/wiki/Club_Always_Ready" rel="mw:ExtLink" title="Club Always Ready" class="cx-link" data-linkid="291">Always Ready</a> (1) | Bolívar | Ferroviario      |
| 1952 | The Strongest(1) | <a href="https://en.wikipedia.org/wiki/Club_Always_Ready" rel="mw:ExtLink" title="Club Always Ready" class="cx-link" data-linkid="300">Always Ready</a>    | Ingavi           |
| 1953 | Bolívar (2) | <a href="https://en.wikipedia.org/wiki/Club_Always_Ready" rel="mw:ExtLink" title="Club Always Ready" class="cx-link" data-linkid="300">Always Ready</a>    | Ingavi           |

### Torneo Integrado (AFLP)
| Mùa giải     | Đội vô địch           | Á quân              | Vị trí thứ ba       |
| ------------ | --------------------- | ------------------- | ------------------- |
| 1954         | Litoral (1)           | The Strongest       | Deportivo Municipal |
| 1955         | San José (1)          | Chaco Petrolero     | Bolívar             |
| 1956         | Bolívar (2)           | Deportivo Municipal | Litoral             |
| 1957         | Always Ready (2)      | Deportivo Municipal | Chaco Petrolero     |
| 1957 AFC–AFO | Jorge Wilstermann (1) | Aurora              | San José            |
| 1958         | Jorge Wilstermann (2) | Deportivo Municipal | San José            |
| 1959         | Jorge Wilstermann (3) | Always Ready        | Bolívar             |

### Copa Simón Bolívar (FBF)
| Mùa giải | Đội vô địch             | Á quân              | Vị trí thứ ba       |
| -------- | ----------------------- | ------------------- | ------------------- |
| 1960     | Jorge Wilstermann (4)   | Aurora              | Deportivo Municipal |
| 1961     | Deportivo Municipal (1) | The Strongest       | Chaco Petrolero     |
| 1962     | Chaco Petrolero (1)     | The Strongest       | Deportivo Municipal |
| 1963     | Aurora (1)              | Jorge Wilstermann   |                     |
| 1964     | The Strongest (2)       | Deportivo Municipal | 31 de Octubre       |
| 1965     | Deportivo Municipal (2) | Jorge Wilstermann   | Oriente Petrolero   |
| 1966     | Bolívar (4)             | 31 de Octubre       | Jorge Wilstermann   |
| 1967     | Jorge Wilstermann (5)   | Always Ready        | Blooming            |
| 1968     | Bolívar (5)             | Guabirá             | Litoral             |
| 1969     | Universitario (LP) (1)  | Bolívar             | Oriente Petrolero   |
| 1970     | Chaco Petrolero (2)     | The Strongest       |                     |
| 1971     | Oriente Petrolero (1)   | Chaco Petrolero     | The Strongest       |
| 1972     | Jorge Wilstermann (6)   | Oriente Petrolero   | Petrolero           |
| 1973     | Jorge Wilstermann (7)   | Deportivo Municipal | 31 de Octubre       |
| 1974     | The Strongest (3)       | Jorge Wilstermann   | Bolívar             |
| 1975     | Guabirá (1)             | Bolívar             | Oriente Petrolero   |
| 1976     | Bolívar (6)             | Oriente Petrolero   | Guabirá             |

### Liga de Fútbol Profesional Boliviano
| Mùa giải | Mùa giải       | Đội vô địch            | Á quân            | Vị trí thứ ba                   |
| -------- | -------------- | ---------------------- | ----------------- | ------------------------------- |
| 1977     | 1977           | The Strongest (4)      | Oriente Petrolero | Bolívar                         |
| 1978     | 1978           | Bolívar (7)            | Jorge Wilstermann | Oriente Petrolero               |
| 1979     | 1979           | Oriente Petrolero (2)  | The Strongest     | Blooming Bolívar                |
| 1980     | 1980           | Jorge Wilstermann (8)  | The Strongest     | Chaco Petrolero                 |
| 1981     | 1981           | Jorge Wilstermann (9)  | Blooming          | Guabirá Deportivo Municipal     |
| 1982     | 1982           | Bolívar (8)            | Jorge Wilstermann | Blooming Oriente Petrolero      |
| 1983     | 1983           | Bolívar (9)            | Oriente Petrolero | Blooming The Strongest          |
| 1984     | 1984           | Blooming (1)           | Bolívar           | Oriente Petrolero The Strongest |
| 1985     | 1985           | Bolívar (10)           | Jorge Wilstermann | Real Santa Cruz                 |
| 1986     | 1986           | The Strongest (5)      | Oriente Petrolero | Không có                        |
| 1987     | 1987           | Bolívar (11)           | Oriente Petrolero | Không có                        |
| 1988     | 1988           | Bolívar (12)           | The Strongest     | Không có                        |
| 1989     | 1989           | The Strongest (6)      | Oriente Petrolero | Không có                        |
| 1990     | 1990           | Oriente Petrolero (3)  | Bolívar           | Không có                        |
| 1991     | 1991           | Bolívar (13)           | San José          | Oriente Petrolero               |
| 1992     | 1992           | Bolívar (14)           | San José          | Jorge Wilstermann               |
| 1993     | 1993           | The Strongest (7)      | Bolívar           | Blooming                        |
| 1994     | 1994           | Bolívar (15)           | Jorge Wilstermann | The Strongest                   |
| 1995     | 1995           | San José (2)           | Guabirá           | Bolívar                         |
| 1996     | 1996           | Bolívar (16)           | Oriente Petrolero | The Strongest                   |
| 1997     | 1997           | Bolívar (17)           | Oriente Petrolero | Blooming                        |
| 1998     | 1998           | Blooming (2)           | Jorge Wilstermann | The Strongest                   |
| 1999     | 1999           | Blooming (3)           | The Strongest     | Bolívar                         |
| 2000     | 2000           | Jorge Wilstermann (10) | Oriente Petrolero | The Strongest                   |
| 2001     | 2001           | Oriente Petrolero (4)  | Bolívar           | The Strongest                   |
| 2002     | 2002           | Bolívar (18)           | Oriente Petrolero | The Strongest                   |
| 2003     | Apertura       | The Strongest (8)      | Bolívar           | Jorge Wilstermann               |
| 2003     | Clausura       | The Strongest (9)      | Jorge Wilstermann | Bolívar                         |
| 2004     | Apertura       | Bolívar (19)           | Aurora            | Jorge Wilstermann               |
| 2004     | Clausura       | The Strongest (10)     | Oriente Petrolero | Real Potosí                     |
| 2005     | Adecuación     | Bolívar (20)           | The Strongest     | Oriente Petrolero               |
| 2005–06  | Apertura       | Blooming (4)           | Bolívar           | Oriente Petrolero               |
| 2005–06  | Clausura       | Bolívar (21)           | Real Potosí       | Universitario                   |
| 2006     | Segundo Torneo | Jorge Wilstermann (11) | Real Potosí       | Oriente Petrolero               |
| 2007     | Apertura       | Real Potosí (1)        | Bolívar           | La Paz                          |
| 2007     | Clausura       | San José (3)           | La Paz            | Blooming                        |
| 2008     | Apertura       | Universitario (1)      | La Paz            | San José                        |
| 2008     | Clausura       | Aurora (2)             | Blooming          | La Paz Real Potosí              |
| 2009     | Apertura       | Bolívar (22)           | Real Potosí       | San José                        |
| 2009     | Clausura       | Blooming (5)           | Bolívar           | The Strongest Oriente Petrolero |
| 2010     | Apertura       | Jorge Wilstermann (12) | Oriente Petrolero | Aurora                          |
| 2010     | Clausura       | Oriente Petrolero (5)  | Bolívar           | Aurora                          |
| 2011     | Adecuación     | Bolívar (23)           | Real Potosí       | Oriente Petrolero               |
| 2011–12  | Apertura       | The Strongest (11)     | Universitario     | Oriente Petrolero               |
| 2011–12  | Clausura       | The Strongest (12)     | San José          | Oriente Petrolero               |
| 2012–13  | Apertura       | The Strongest (13)     | San José          | Bolívar                         |
| 2012–13  | Clausura       | Bolívar (24)           | Oriente Petrolero | San José                        |
| 2013–14  | Apertura       | The Strongest (14)     | Bolívar           | San José                        |
| 2013–14  | Clausura       | Universitario (2)      | San José          | The Strongest                   |
| 2014–15  | Apertura       | Bolívar (25)           | Oriente Petrolero | The Strongest                   |
| 2014–15  | Clausura       | Bolívar (26)           | The Strongest     | Jorge Wilstermann               |
| 2015–16  | Apertura       | Sport Boys (1)         | Bolívar           | The Strongest                   |
| 2015–16  | Clausura       | Jorge Wilstermann (13) | The Strongest     | Universitario                   |
| 2016–17  | Apertura 2016  | The Strongest (15)     | Bolívar           | Oriente Petrolero               |
| 2016–17  | Apertura 2017  | Bolívar (27)           | The Strongest     | Guabirá                         |
| 2016–17  | Clausura       | Bolívar (28)           | The Strongest     | Jorge Wilstermann               |

- Torneo Adecuación được tổ chức đúngtheo cách thức châu Âu (tháng 8 đến tháng 5)

### División de Fútbol Profesional
| Mùa giải | Mùa giải | Đội vô địch            | Á quân        | Vị trí thứ ba   |
| -------- | -------- | ---------------------- | ------------- | --------------- |
| 2018     | Apertura | Jorge Wilstermann (14) | The Strongest | San José        |
| 2018     | Clausura | San José (4)           | The Strongest | Royal Pari      |
| 2019     | Apertura | Bolívar (29)           | The Strongest | Nacional Potosí |
| 2019     | Clausura | Jorge Wilstermann (15) | The Strongest | Bolívar         |

## Thành tích
| Đội                 | Số lần vô địch | Số lần về nhì | Winning years | Runners-up years |
| ------------------- | -------------- | ------------- | --- | --- |
| Bolívar             | 29             | 15            | 1950, 1953, 1956, 1966, 1968, 1976, 1978, 1982, 1983, 1985, 1987, 1988, 1991, 1992, 1994, 1996, 1997, 2002, 2004 Apertura, 2005 Adecuación, 2005–06 Clausura, 2009 Apertura, 2011 Adecuación, 2013 Clausura, 2014 Apertura, 2015 Clausura, 2017 Apertura, 2017 Clausura, 2019 Apertura | 1951, 1969, 1975, 1984, 1990, 1993, 2001, 2003 Apertura, 2005–06 Apertura, 2007 Apertura, 2009 Clausura, 2010 Clausura, 2013 Apertura, 2015 Apertura, 2016 Apertura                     |
| The Strongest       | 15             | 17            | 1952, 1964, 1974, 1977, 1986, 1989, 1993, 2003 Apertura, 2003 Clausura, 2004 Clausura, 2011 Apertura, 2012 Clausura, 2012 Apertura, 2013 Apertura, 2016 Apertura | 1954, 1961, 1962, 1970, 1979, 1980, 1988, 1999, 2005 Adecuación, 2015 Clausura, 2016 Clausura, 2017 Apertura, 2017 Clausura, 2018 Apertura, 2018 Clausura, 2019 Apertura, 2019 Clausura |
| Jorge Wilstermann   | 15             | 8             | 1957, 1958, 1959, 1960, 1967, 1972, 1973, 1980, 1981, 2000, 2006 Segundo Torneo, 2010 Apertura, 2016 Clausura, 2018 Apertura, 2019 Clausura | 1963, 1965, 1974, 1978, 1985, 1994, 1998, 2003 Clausura |
| Oriente Petrolero   | 5              | 15            | 1971, 1979, 1990, 2001, 2010 Clausura | 1972, 1976, 1977, 1983, 1986, 1987, 1989, 1996, 1997, 2000, 2002, 2004 Clausura, 2010 Apertura, 2013 Clausura, 2014 Apertura                                                            |
| Blooming            | 5              | 3             | 1984, 1998, 1999, 2005–06 Apertura, 2009 Clausura | 1982, 1983, 2008 Clausura |
| San José            | 4              | 5             | 1955, 1995, 2007 Clausura, 2018 Clausura | 1991, 1992, 2012 Clausura, 2012 Apertura, 2014 Clausura |
| Deportivo Municipal | 2              | 5             | 1961, 1965 | 1956, 1957 Integrado, 1958, 1964, 1973 |
| Always Ready        | 2              | 5             | 1951, 1957 | 1952, 1953, 1959, 1963, 1967 |
| Aurora              | 2              | 4             | 1963, 2008 Clausura | 1957, 1960, 1964, 2004 Apertura |
| Chaco Petrolero     | 2              | 2             | 1962, 1970 | 1955, 1971 |
| Universitario       | 2              | 1             | 2008 Apertura, 2014 Clausura | 2011 Apertura |
| Real Potosí         | 1              | 4             | 2007 Apertura | 2005–06 Clausura, 2006 Segundo Torneo, 2009 Apertura, 2011 Adecuación |
| Guabirá             | 1              | 2             | 1975 | 1995, 1968 |
| Litoral             | 1              | 1             | 1954 | 1950 |
| Sport Boys          | 1              | 0             | 2015 Apertura | — |
| Universitario (LP)  | 1              | 0             | 1969 | — |

## Liên hệ
1. ↑  Comienza El Profesionalismo 1950-1959 on Historia del fútbol boliviano by Carlos Mesa Gisbert
2. ↑  Y nació la liga by Jaime Galarza, 2 Jan 2012

## Các trang khác
- Trang web chính thức Lưu trữ ngày 19 tháng 12 năm 2018 tại Wayback Machine
- Trang web chính thức mới
- Danh sách các nhà vô địch của RSSSF
- RSSSF Topscorers